# جواو فيليبي (لاعب كرة قدم برازيلي)
جواو فيليبي هو لاعب كرة قدم برازيلي، ولد في 24 يونيو 2001 في ساو باولو في البرازيل. لعب مع سلافيا براغ.